# Antonella Sciarrone Alibrandi

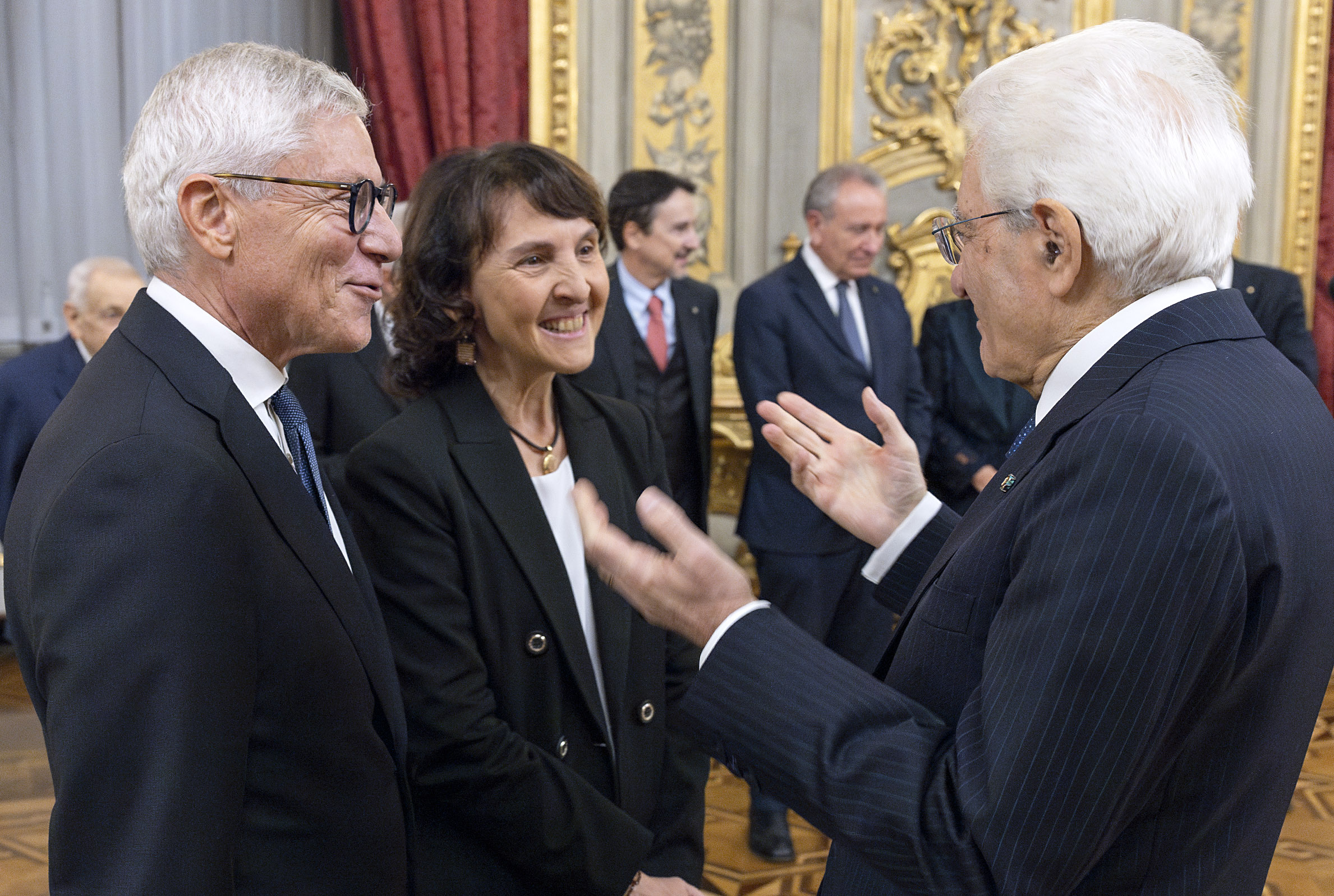
Antonella Sciarrone Alibrandi mit Giovanni Pitruzzella und Staatspräsident Sergio Mattarella (2023)

Antonella Sciarrone Alibrandi (* 2. Mai 1965 in Mailand) ist eine italienische Wirtschaftsrechtlerin und Hochschullehrerin. Von 2022 bis 2023 war sie Untersekretärin des Dikasteriums für Kultur und Bildung der Römischen Kurie; seit 2023 ist sie Richterin des Verfassungsgerichts.

## Leben
Antonella Sciarrone Alibrandi schloss 1987 ihr juristisches Studium an der Sacro-Cuore-Universität in Mailand ab und wurde 1992 in Zivilrecht an der Universität Ferrara promoviert. Seit 2010 ist sie Professorin für Wirtschaftsrecht an der Fakultät für Bank-, Finanz- und Versicherungswissenschaften der Sacro-Cuore-Universität in Mailand. Seit dem 1. Januar 2023 ist sie aufgrund ihrer Ernennung zur Untersekretärin des Dikasteriums für Kultur und Bildung des Heiligen Stuhls beurlaubt. Sie hat zahlreiche wissenschaftlichen Veröffentlichungen getätigt zu Themen des Bank- und Finanzmarktrechts, sozialer Inklusion und der Regulierung von Innovationen.
Sie hatte und hat verschiedene Ämter inne: Prorektorin der Sacro-Cuore-Universität; Präsidentin der Italienischen Vereinigung der Professoren für Wirtschaftsrecht (Associazione dei Docenti di Diritto dell’Economia ADDE); Mitglied des Academic Board des European Banking Institute (EBI); Mitglied der 2018 von der Europäischen Kommission bei der GD Fisma eingerichteten Expertengruppe ROFIEG (Expert Group on Regulatory Obstacles to Financial Innovation) und nationale Berichterstatterin zu FinTech-Themen; Mitglied der Vatikanischen Finanzinformationsbehörde (ASIF) des Heiligen Stuhls; Senior Expertin des Finance and Humanity Village im Rahmen von The Economy of Francesco; Beraterin des Dikasterium für die ganzheitliche Entwicklung des Menschen zur Bewältigung sozioökonomischer und kultureller Herausforderungen im Zusammenhang mit der COVID-19-Pandemie; Mitglied des Verwaltungsrats der UCID Mailand (seit 2020) und der Union der katholischen Juristen Italiens.
Am 25. November 2022 erfolgte durch Papst Franziskus die Ernennung zur Untersekretärin des Dikasteriums für Kultur und Bildung, das weltweit circa 250.000 katholische Schulen, 1.200 Universitäten und kirchliche Fakultäten beaufsichtigt.
Mit Dekret vom 6. November 2023, das am 10. November veröffentlicht wurde, ernannte Staatspräsident Sergio Mattarella sie zusammen mit Giovanni Pitruzzella zur Richterin des Verfassungsgerichts; sie wurde am 14. November 2023 vereidigt.
Papst Franziskus übertrug ihr am 16. März 2024 mit der Ernennung zur Konsultorin erneut eine Funktion im Dikasterium für die Kultur und die Bildung.